# Antoine Galland
Antoine Galland (Rollot, 4 aprile 1646 – Parigi, 17 febbraio 1715) è stato un orientalista e archeologo francese.
È ricordato principalmente per aver tradotto, agli inizi del Settecento, nella sua lingua madre la celeberrima raccolta di novelle orientali Le mille e una notte per farne dono alla marchesa d'O, figlia del visconte di Guilleragues e dama di palazzo della duchessa di Borgogna, contribuendo così alla sua divulgazione in Francia e più in generale nel mondo occidentale. 
In realtà egli attinse ad opere di origine orientale di diverso genere, periodo e provenienza, effettuandone una vera e propria riscrittura ricca di modifiche, più che una traduzione. Essa permise inoltre l'irruzione di motivi e scenari orientali nel panorama letterario francese del XVIII secolo, facendone una vera e propria moda.
L'opera, in dodici volumi, fu pubblicata a partire dal 1704 e gli ultimi due volumi uscirono postumi, così come avvenne per numerosi altri suoi manoscritti.

## Biografia
Nato in una famiglia di piccoli contadini della Piccardia, orfano di padre dall'età di 4 anni, entrò a 10 anni nel collegio di Noyon ove apprese il greco antico, il latino e l'ebraico. Condusse brillanti studi secondari e continuò la sua formazione a Parigi seguendo i corsi del Collège de France, dove scoprì le lingue orientali e perfezionò il suo latino.
Nel 1670, divenuto segretario particolare di Charles Marie François de Nointel, fu nominato ambasciatore di Francia presso il sultano dell'Impero ottomano, Maometto IV, a Istanbul, che accompagnò nei suoi viaggi, tra il 1670 ed il 1675, in Tracia, in Macedonia, in Romania orientale, in Asia Minore, nelle isole dell'Egeo, in Ionia, in Siria ed in Palestina. Il suo diario, conservato alla Biblioteca nazionale di Francia, consente di conoscere i suoi viaggi e la sua collezione di manoscritti antichi, medaglie ed oggetti d'arte. Durante il suo soggiorno, Galland apprese la lingua turca, la lingua persiana e l'arabo, per poter studiare i costumi delle varie popolazioni dell'Impero ottomano.
Tornò altre due volte nell'Impero ottomano. Nel 1678 il suo viaggio lo portò a Smirne. Il suo terzo viaggio, dal 1679 al 1688, si svolse su incarico della Compagnia Francese delle Indie Orientali al fine di ritrovare il più gran numero possibile di libri antichi ed oggetti d'arte. Galland curò l'inventario di tutte le produzioni locali che potevano essere esportate in Europa.
Le ricchezze che egli portò con sé in patria furono tali che fu nominato antiquario del re; al suo ritorno a Parigi, continuò ad intrattenere relazioni intellettuali con l'Oriente. Galland inoltre mantenne i rapporti con la nuova generazione di eruditi (Pierre-Daniel Huet, Jacob Spon, Claude Nicaise) in relazione con gli intellettuali d'Italia, d'Inghilterra e dei Paesi Bassi che si appassionavano all'archeologia.
A partire dal 1701, Galland intraprende la traduzione e l'adattamento dei racconti di origine persiana destinati ad essere conosciuti in Europa sotto il titolo di Mille e una notte. Continuerà la sua opera fino al 1715, data del suo decesso.
Alla sua morte, fu inumato nella Chiesa di Saint-Étienne-du-Mont, a Parigi.

## LeMille e una notte
Nel 1701, giunge in possesso di una raccolta di racconti del Libano, per la maggior parte di origine persiana, tradotti in arabo alla fine del VII secolo, e ne intraprende la traduzione. A questo nucleo di racconti ne aggiungerà altri provenienti da fonti diverse, come Sindbad il marinaio, e ne redigerà altri come Alì Babà e i quaranta ladroni.
I racconti delle Mille e una notte provengono dunque essenzialmente da tre fonti principali: una di origine indo-persiana a colorazione ellenistica, situabile tra il III secolo e il VII secolo, un'altra di origine araba, datante il periodo del califfato di Baghdad ed infine una fonte popolare egiziana più recente, risalente al XII secolo. Queste fonti avevano continuato a modificarsi e trasformarsi, in particolare nel periodo fatimide, per continue aggiunte o soppressioni, fino al XIV secolo, ma non erano mai entrate a far parte ufficialmente della letteratura araba.
Diverse aggiunte di Galland possono essere state suggerite da Hanna Diab, un cristiano maronita originario di Aleppo, che il viaggiatore Paul Lucas presentò a Galland, il 25 marzo 1709. Hanna Diab raccontò all'erudito francese quattordici storie, probabilmente confluite poi ne Les Mille et Une Nuits.
Per far prendere corpo e spirito al personaggio di Sharazad, Galland s'ispirò a Madame d'Aulnoy ed alla marchesa d'O, dama di palazzo della duchessa di Borgogna.
Nel 1704 vi fu la prima edizione dell'opera, cui arrise subito un enorme successo, al quale contribuì la sua fama di studioso e i suoi rapporti con esponenti della cultura di tutta Europa. Altre edizioni si susseguiranno fino al 1717.

## L'influenza dell'opera di Galland
Les Mille et Une Nuits tradotte da Galland sono state edite innumerevoli volte, e sono state a lungo la base per le traduzioni nelle altre lingue europee, come l'inglese, il tedesco o l'italiano.
Tutte le sue collezioni, i suoi manoscritti ed i suoi beni furono lasciati all'Académie française, alla Biblioteca nazionale di Francia e al re di Francia.
Durante il XVIII secolo, l'opera di acquisizione intrapresa da Galland proseguì, grazie ai consoli francesi ed alle relazioni privilegiate che essi potevano intessere con il clero orientale. Nel 1730 il console Peleran riuscì a procurarsi dei preziosi manoscritti in Mesopotamia, per intercessione del vescovo di Aleppo, Germanos Farhat, e di quello della città curda di Mardin. Nel 1785, re Luigi XVI creò un comitato incaricato di favorire lo studio delle lingue orientali e la cura delle collezioni antiquarie e dei manoscritti.
Nelle sue opere, Galland espone la sua fede in un nuovo tipo di "viaggio": il viaggiatore moderno deve, tenendo presente le conoscenze geografiche antiche, verificare sperimentalmente la verità circa le località nelle quali si inoltra, studiando la cultura locale, correggendo gli errori e le superstizioni. Molto prima di Charles Darwin, lo studioso francese parlò inoltre dei fossili come creazioni antiche di una natura che poteva un tempo aver avuto un altro aspetto: non scherzi di natura dunque, ma reperti di un tempo ormai superato.

## Opere
- Les Paroles remarquables, les bons mots et les maximes des Orientaux, S. Benard, 1694
- Contes et fables indiennes, de Bidpaï et de Lokman (traduites d'Ali-Tchelebi ben Saleh, auteur turc)
- Histoire de l'esclavage d'un marchand de la ville de Cassis, à Tunis, La Bibliothèque, coll. «L'écrivain voyageur»
- De l’origine et du progrès du café, La Bibliothèque, coll. «L'écrivain voyageur»
- Le Voyage à Smyrne, Chandeigne, coll. «Magellane», 2010
- Histoire de Noureddin et de la belle persane, éd. André Versaille, 2009
- Les Mille et Une Nuits (come traduttore)
- Sinbad le marin